# Troglohyphantes
Troglohyphantes là một chi nhện trong họ Linyphiidae.